# NEWS PORT
NEWS PORT（ニュース・ポート）は、サンテレビジョンで2012年4月2日から2018年3月30日まで放送されていた報道番組。神戸新聞の協力によって制作された生放送番組で、放送時間は基本として、毎週月曜日 - 金曜日の21:30 - 22:00（JST）。

## 概要
- 2011年度まで平日の夕方（17時台の後半）に放送されていた『NEWS SIGNAL』の後継番組。サンテレビでは当番組の放送を機に、平日の21:25 - 21:30に放送していた『SUN-TVニュース』（ストレートニュース）の放送枠を、17:50 - 18:00（以下「平日夕方版」と略記）に移動させた。同局で平日の21時台にローカルワイドニュースを編成するのは、『ニュースEyeランド』が終了した2006年度以来5年振りである。
- 番組タイトルの「PORT」には、（スタジオのある）ポートアイランドから兵庫県のニュースを発信することに加えて、番組の柱が「レポート（REPORT）」「インポータント（IMPORTANT）」「サポート（SUPPORT）」「ポートレート（PORTRAIT）」「スポーツ（SPORTS）」にあるという意味も込めていた。
  - REPORT：放送当日のニュースを、取材を基にキャスターや記者が分かりやすく分析。
  - IMPORTANT：兵庫県内のさまざまな課題を深く追及。
  - SUPPORT：阪神・淡路大震災で得た復興へ向けた教訓を、東日本大震災の被災地に伝える。
  - PORTRAIT：兵庫県に縁のある著名人へ、随時インタビューを実施する。
  - SPORTS：地元に本拠地を置くスポーツチーム（阪神タイガース・ヴィッセル神戸・INAC神戸レオネッサ・JTマーヴェラスなど）の情報を伝える一方で、兵庫県に縁のあるアスリートへ随時取材する。
- 2018年3月30日放送分で終了。サンテレビでは、同年4月2日（月曜日）から自社制作の報道・情報番組枠を『情報スタジアム 4時!キャッチ』（毎週月曜日 - 金曜日16:00 - 16:53）へ集約させる代わりに、平日夜のローカルワイドニュースの制作から再び撤退した。なお、当番組終了時点のレギュラー出演者の大半は、『4時!キャッチ』の月 - 木曜分へ異動。平日の夜には、21:27 - 21:30に『SUN-TVニュース』を復活させる。

## 出演者
- メインキャスター：小浜英博（ニュースによっては取材も担当）
- サブキャスター：松浦宏子（月・木・金、契約アナウンサー）、松本純（火・水、契約アナ）

2016年3月第4週までは、月～水曜日を影谷かおりが（2016年3月第5週から同年12月までは木・金曜日も）、木・金曜日を榎木麻衣がそれぞれ担当していた。
2017年1月～3月末までは、月曜日を北脇可奈子が、火～金曜日を松本純がそれぞれ担当していた。
2017年4月～12月末までは、月～水曜日を榎木麻衣が、木・金曜日を松浦宏子がそれぞれ担当していた。
- リポーター：中村麻里子（契約アナウンサー、2017年度から随時担当）
- 気象予報士：前田勝久（天気予報担当、『SUN-TVニュース』平日夕方版の天気予報と兼務）

『NEWS SIGNAL』からの続投。
- コメンテーター：林芳樹（月曜日）

神戸新聞社特別編集委員兼論説顧問

### 出演者の変遷
| 期間      | 期間       | メインキャスター | サブキャスター | サブキャスター | サブキャスター | 気象予報士 |
| 期間      | 期間       | メインキャスター | 月曜           | 火曜・水曜     | 木曜・金曜     | 気象予報士 |
| --------- | ---------- | ---------------- | -------------- | -------------- | -------------- | ---------- |
| 2012.4.2  | 2016.3.25  | 小浜英博         | 影谷かおり     | 影谷かおり     | 榎木麻衣       | 前田勝久   |
| 2016.3.28 | 2016.12.29 | 小浜英博         | 影谷かおり     | 影谷かおり     | 影谷かおり     | 前田勝久   |
| 2017.1.4  | 2017.3.31  | 小浜英博         | 北脇可奈子     | 松本純         | 松本純         | 前田勝久   |
| 2017.4.3  | 2017.12.28 | 小浜英博         | 榎木麻衣       | 榎木麻衣       | 松浦宏子       | 前田勝久   |
| 2018.1.5  | 2018.3.30  | 小浜英博         | 松浦宏子       | 松本純         | 松浦宏子       | 前田勝久   |

## 備考
- 基本的には兵庫県内のニュースを伝えるが、場合によっては共同通信やTOKYO MX、KBS京都などから映像配信を受け放送している。
- 2012年10月1日からは5分拡大し、午後10時までの30分放送となった。
- 2012年10月29日から11月2日の1週間は、小浜キャスターが休みのため、谷口英明アナウンサーが進行を務める。
- 2017年1月17日は、「NEWS PORTスペシャル 震災から22年～あの日からそして未来へ～」として、90分拡大し、午後8時からの放送となった。翌2018年1月17日は「NEWS PORT 1.17」として同様に午後8時からの放送となった